# 日本船主責任相互保険組合
日本船主責任相互保険組合（にほんせんしゅせきにんそうごほけんくみあい、Japan P&I Club）は、船主相互保険組合法に基づき、船主の責任や費用をてん補する目的で設立された非営利の相互扶助組織。

## 事業所
- 本部 - 東京都港区赤坂2丁目23番1号　アークヒルズフロントタワー15階
- 神戸支部 - 兵庫県神戸市中央区海岸通5番地　商船三井ビル6階
- 今治支部 - 愛媛県今治市北宝来町2丁目2番1号　今治北宝来町ビル5階
- 福岡支部 - 福岡県福岡市博多区下川端町1番1号 明治通りビジネスセンター6階
- シンガポール支部
- ロンドン駐在員事務所

## 沿革
- 1950年 - 船主相互保険組合法公布。「日本船主責任相互保険組合」設立認可､事業開始。
- 1968年 - 本部を東京に移転し、支部を神戸市に置く。
- 1973年 - 外国籍船契約の引受開始。
- 1974年 - 福岡出張所を開設。
- 1975年 - 本部事務所を東京都中央区日本橋2-1-10に移転。松山出張所を開設。
- 1976年 - 国際P&Iグループ（International Group of P&I Clubs） に加盟。
- 1983年 - F. D. & D.に関するサービス開始。
- 1985年 - 今治出張所・ロンドン駐在員事務所を開設。
- 1987年 - 東京都中央区人形町2-15-14に組合本部ビルを建設し移転。
- 1989年 - 国際P&Iグループのプール再保険機構へ直接加入。
- 1997年 - 松山事務所を閉鎖。
- 2002年 - 福岡出張所・今治出張所を福岡支部・今治支部に変更。
- 2009年 - JPI英国サービス株式会社をロンドンに開設。
- 2013年 - シンガポール支部を開設。